# Iharos, Somogy
Iharos  este un sat în districtul Csurgó, județul Somogy, Ungaria, având o populație de 507 locuitori (2011). 

## Demografie
Componența etnică a satului Iharos
     Maghiari (81,8%)
     Romi (18,2%)
Componența confesională a satului Iharos
     Luterani (5,33%)
     Fără religie (2,76%)
     Reformați (1,18%)
     Necunoscută (90,73%)
     Alte religii (0,99%)
Conform recensământului din 2011, satul Iharos avea 507 locuitori. Din punct de vedere etnic, majoritatea locuitorilor (81,8%) erau maghiari, cu o minoritate de romi (18,2%). Nu există o religie majoritară, locuitorii fiind luterani (5,33%), persoane fără religie (2,76%) și reformați (1,18%). Pentru 90,73% din locuitori nu este cunoscută apartenența confesională.